# Blaue Zone (Demographie)
Blaue Zonen sind Regionen der Welt, in denen Menschen viel länger als der Durchschnitt leben sollen. Das Konzept wird von Dan Buettner vertreten und wurde erstmals im November 2005 im Magazin National Geographic in der Titelgeschichte „The Secrets of a Long Life“ von ihm vorgestellt. Buettner identifizierte fünf Regionen, die er als „Blaue Zonen“ betrachtet: Okinawa (Japan), Sardinien (Italien), die Nicoya-Halbinsel (Costa Rica), Ikaria (Griechenland) und unter den Siebenten-Tags-Adventisten in Loma Linda, Kalifornien. Er gibt eine Erklärung, basierend auf Daten und Beobachtungen aus erster Hand, warum diese Bevölkerungsgruppen gesünder und länger leben. 
Eine Studie aus dem Jahr 2024 kritisiert hingegen die Datenerhebung und setzt die Zahl der Hundertjährigen in den Blue Zones deutlich tiefer an.

## Begriff und Forschung
Den englischen Begriff „Blue Zones“ hat sich Dan Buettner schützen lassen. Die Bezeichnung „Blue Zones“ entstand einfach dadurch, dass während der ursprünglichen Untersuchung durch Wissenschaftler, diese mit einem blauen Stift auf einer Karte die Dörfer mit langlebiger Bevölkerung markierten.
Aufbauend auf Forschungsergebnissen in den Bereichen Biogerontologie, Epigenetik und Naturheilkunde wird der Begriff „Blue Zones“ auch für Gegenden verwendet, deren heimische Flora unter speziellen Bedingungen wächst und dem Alterungsprozess effektiv entgegenwirken kann. Solche zumeist hochgelegenen Gebiete befinden sich etwa in Nepal, Bhutan, Tibet oder China. Die Schweizer Forschungsgruppe Bluezones in Zusammenarbeit mit der Forschungsgruppe Haslberger der Universität Wien fokussieren sich auf Sekundäre Pflanzenstoffe aus solchen Gebieten, welche im Bereich Anti-Aging, Neurodegenerative Erkrankungen und Alterskrankheiten einen Nutzen haben könnten. Bereits im Jahr 1998 befasste sich die Schweizer Gruppe mit den Essgewohnheiten der Bevölkerung von Yuzurihara, wo die Bewohner sehr alt werden bei bester Lebensqualität. Langlebigkeits-Regionen werden zeitlich auch in China untersucht. Eine weitere Forschungsgruppe der University of California in Zusammenarbeit mit der University of Rome La Sapienza untersuchen zeitlich Bluezones Gebiete in Italien, welche außerhalb von Sardinien liegen. Der Begriff „BlueZones“ in Europa hat sich die System Biologie AG der Forschungsgruppe Bluezones schützen lassen in den Bereichen Wirkstoffe, Nahrungsergänzung und Kosmetik.
Das Konzept entstand aus einer demographischen Arbeit von Michel Poulain und Mitarbeitern aus 2004, die im Journal of Experimental Gerontology beschrieben wurden, die die Provinz Nuoro auf Sardinien als die Region mit der höchsten Konzentration an männlichen Hundertjährigen identifizierten. Buettner und der Demographe Gianni Pes markierten mit einem blauen Stift auf einer Karte Dörfer mit langlebiger Bevölkerung auf Sardinien. Das Gebiet innerhalb des Kreises bezeichneten sie als „Blaue Zone“. Gemeinsam mit Pes und Poulain erweiterte Buettner den Begriff und wandte ihn auf validierte Langlebigkeitsgebiete in Okinawa, Japan, und unter den Siebenten-Tags-Adventisten in Loma Linda, Kalifornien, an. Buettner und Poulain, unter der Leitung von National Geographic, identifizierten und validierten dann Langlebigkeits-Hotspots in Nicoya, Costa Rica und Ikaria, Griechenland.

## Zonen
Die fünf Regionen in Buettners Buch The Blue Zones: Lessons for Living Longer from the People Who’ve Lived the Longest sind:

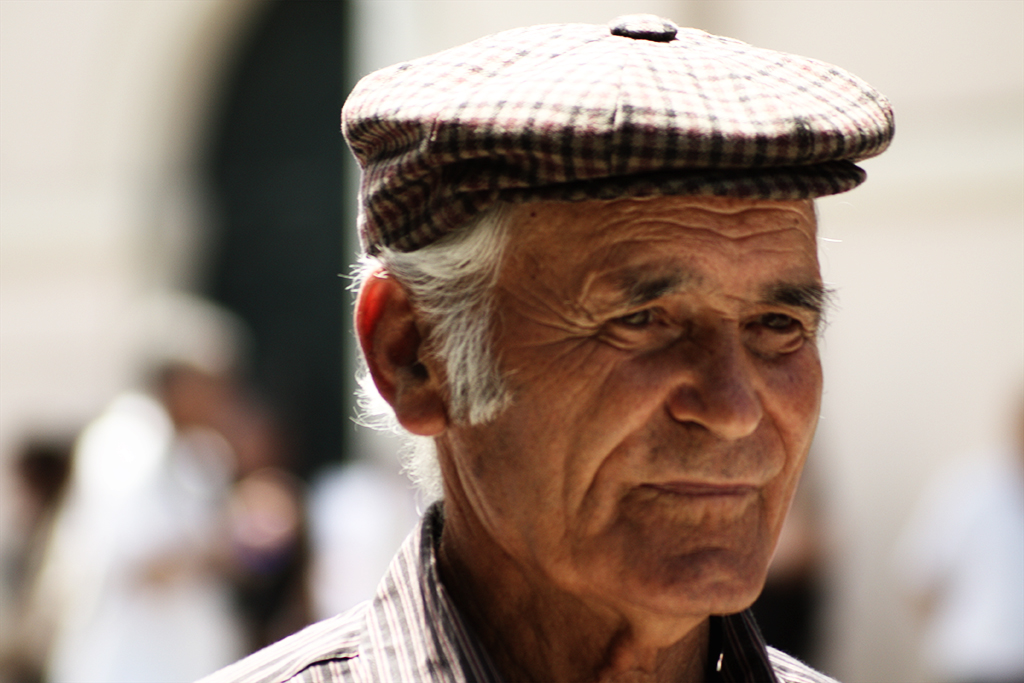
Ein alter sardischer Mann

- Sardinien, Italien, insbesondere die Provinz Ogliastra, die Barbagia (Hochebene) von Ollolai und die Barbagia von Seulo: Ein Team von Demographen fand einen Hotspot der Langlebigkeit in Bergdörfern, wo ein erheblicher Anteil der Männer 100 Jahre alt ist.[14] Insbesondere ein Dorf namens Seulo (ca. 800 Einw.), das sich in der Barbagia von Seulo befindet, hielt von 1996 bis 2016 den Rekord von 20 Hundertjährigen, was bestätigt, dass es „der Ort ist, an dem die Menschen am längsten auf der Welt leben“.[15]
- Die Inseln Okinawa, Japan: Ein anderes Team untersuchte eine Gruppe, die zu den am längsten lebenden auf der Erde gehört.[14]
- Loma Linda, Kalifornien: Die Forscher untersuchten eine Gruppe von Siebenten-Tags-Adventisten, die zu den am längsten lebenden Menschen Nordamerikas gehören.[14][16]
- Nicoya-Halbinsel, Costa Rica: Die Halbinsel war Gegenstand der Forschung auf einer Quest-Network-Expedition, die am 29. Januar 2007 begann.[14][17][18]
- Ikaria, Griechenland: Eine Studie vom April 2009 auf der Insel Ikaria ergab den Standort mit dem höchsten Prozentsatz von 90-Jährigen auf der Welt – fast jeder Dritte schafft es in die Neunzigerjahre. Außerdem haben die Ikarier „etwa 20 Prozent niedrigere Krebsraten, 50 Prozent niedrigere Raten von Herzerkrankungen und fast keine Demenz“.[14][19]

Die Bewohner dieser Orte produzieren eine hohe Rate an Hundertjährigen, erleiden einen Bruchteil der Krankheiten, die in anderen Teilen der entwickelten Welt häufig Menschen töten, und genießen mehr Jahre guter Gesundheit.

## Merkmale

Ein Venn-Diagramm von Langlebigkeitsindikatoren aus Okinawa, Sardinien und Loma Linda

Die Menschen in den Blauen Zonen haben gemeinsame Lebensstil-Merkmale, die zu ihrer Langlebigkeit beitragen. Das Venn-Diagramm rechts zeigt die folgenden sechs gemeinsamen Merkmale der Menschen in Okinawa, Sardinien und den Blauen Zonen von Loma Linda:
- Familie – wichtiger als andere Anliegen
- Nicht rauchen
- Pflanzenbasierte Ernährung – der Großteil der verzehrten Nahrung stammt aus Pflanzen.
- Ständige moderate körperliche Aktivität – ein untrennbarer Bestandteil des Lebens.
- Soziales Engagement – Menschen jeden Alters sind sozial aktiv und in ihre Gemeinschaften integriert.
- Hülsenfrüchte – häufig konsumiert

In seinem Buch bietet Buettner eine Liste von neun Lektionen, die den Lebensstil der Menschen in den blauen Zonen behandeln:
1. Mäßige, regelmäßige körperliche Aktivität.
2. Lebensinhalt.
3. Stressabbau.
4. Mäßige Zufuhr von Nahrungsenergie.
5. Pflanzenbasierte Ernährung.
6. Mäßiger Alkoholkonsum; überwiegend Wein.
7. Engagement in der Spiritualität oder Religion.
8. Engagement im Familienleben.
9. Engagement im gesellschaftlichen Leben.

## Marketing
Dan Buettner gründete 2008 die Blue Zones LLC, welche heute unter anderem Blue Zones Project initiiert. Dieses möchte Communities in den USA nach den Merkmalen der Blue Zone Regionen umgestalten, um so für ein gesundheitsförderndes Umfeld zu sorgen. In Rahmen dieses Projektes wurde die Blue Zones LLC 2020 von Adventist Health erworben.
2023 erschien die Netflix Dokumentarserie Wie wird man 100 Jahre alt? – Die Geheimnisse der Blauen Zonen, in der Dan Buettner in 4 Folgen seine Konzepte vorstellt.

## Wissenschaftliche Kritik

### Okinawa
Eine Studie von Poulain aus dem Jahr 2011, die die Behauptungen der Langlebigkeit in Okinawa bestätigen sollte, war nicht in der Lage zu überprüfen, ob die Bewohner wirklich so alt waren, wie sie berichteten, da viele Aufzeichnungen den Zweiten Weltkrieg nicht überlebten.
Auch wurde der erhebliche Rückgang der Lebenserwartung während des 21. Jahrhunderts in Okinawa untersucht, wobei die Analyse zu dem Schluss kam, dass die männliche Langlebigkeit auf Platz 26 unter den 47 Präfekturen Japans liege.

### Fehlende Beweise
Harriet Hall schrieb für Science-Based Medicine, dass es keine kontrollierten Studien über die Hundertjährigen in den Blue Zones gäbe und dass die Ernährung in den Blue Zones auf Spekulationen und nicht auf Beweisen durch eine strenge wissenschaftliche Methode beruhe. Dadurch stellt sie das Konzept der außergewöhnlichen Langlebigkeit in den Communities der Blue Zones durch das Fehlen evidenzbasierter Informationen in Frage.

### Unzuverlässigkeit der Datenquellen
Saul Newman aus der Universität Oxford untersuchte systematisch die Glaubwürdigkeit der Datenquellen zu Blue Zones. Er kam zur Erkenntnis, dass zahlreiche Akten aufgrund von Kriegszerstörungen oder anderen Havarien nicht die Lebensdauer der vermeintlich Hundertjährigen dokumentieren können. Das hohe Alter von einigen verstorbenen Hundertjährigen sei mangels Geburtsurkunden nicht belegbar. Auch können Fälle von Rentenbetrug zur Verzerrung der Daten beitragen. Für seine wissenschaftliche Ausarbeitung erhielt Newman im Jahr 2024 den Ig-Nobelpreis.

## Bibliographie
- Dan Buettner: The Blue Zones, Second Edition: 9 Lessons for Living Longer From the People Who’ve Lived the Longest. National Geographic, Washington, D.C. 2012, ISBN 978-1-4262-0948-2 (englisch).
- Dan Buettner: Thrive : finding happiness the Blue Zones way. National Geographic, Washington, D.C. 2010, ISBN 978-1-4262-0515-6 (englisch).